# Fontoy
 Fontoy  es una población y comuna francesa, en la región de Lorena, departamento de Mosela, en el distrito de Thionville-Ouest y cantón de Fontoy.

## Demografía
| 4050 | 3718 | 3614 | 3619 | 3256 | 3149 |
| Para los censos de 1962 a 1999 la población legal corresponde a la población sin duplicidades (Fuente: INSEE [Consultar]) |      |      |      |      |      |